# Rue de Linthout
Pour les articles homonymes, voir Linthout.
La rue de Linthout (en néerlandais : Linthoutstraat) est une rue bruxelloise située sur le territoire des communes d'Etterbeek, de Woluwe-Saint-Lambert et de Schaerbeek.
Le traçage de la rue débute à Schaerbeek, au carrefour formé par l'avenue de Roodebeek et la place de Jamblinne de Meux et se termine à Etterbeek au carrefour formé par l'avenue Charles Degroux, la rue Bâtonnier Braffort, la rue Gérard et la rue des Tongres.
Les numéros 1–93 et 2 à 102 se trouvent sur le territoire de la commune de Schaerbeek, les numéros 93 à la fin se trouvent sur le territoire de la commune de Woluwe-Saint-Lambert et les numéros 116 à la fin se trouvent sur le territoire de la commune d'Etterbeek
La rue doit son nom à l'ancien bois de Linthout. Woluwe-Saint-Lambert possède également une rue du Bois de Linthout.

## Adresses notables
- à Schaerbeek :
  - no 50 : institut de la Vierge Fidèle
  - no 65 : séniorie Linthout
- à Woluwe-Saint-Lambert :
  - no 137 : L'Aristo
- à Etterbeek :
  - no 150 : clinique Europe Saint-Michel